# Randdaten
Randdaten sind Daten, die Informationen über die Nutzung elektronischer Infrastruktur enthalten. Sie dokumentieren beispielsweise, welcher Telefonanschluss, welcher E-Mail-Absender oder welche IP-Adresse wann, wie lange und mit wem kommuniziert oder wie und wann elektronische Geräte genutzt wurden. Des Weiteren können in den Randdaten Abläufe in Anwendungen, in Datenbanken und Servern herausgelesen werden. Diese Randdaten werden bei der Nutzung der entsprechenden Geräte in aller Regel automatisch aufgezeichnet. Sie werden in Protokolldateien, sogenannten Logfiles, festgehalten.

## Elektronische Infrastruktur
Mit elektronischer Infrastruktur sind alle elektronischen Arbeits-, Hilfs- und Kontrollmittel gemeint. Es kann sich dabei sowohl um stationäre als auch um mobile Geräte handeln. Relevant sind hier diejenigen Geräte und Anlagen welche Personendaten aufzeichnen. Dazu gehören insbesondere:
- Datenverarbeitungsanlagen
- Mailserver
- Webserver
- Netzwerkkomponenten
- Software
- Datenspeicher
- Telefone
- Drucker
- Scanner
- Faxgeräte
- Kopiergeräte
- Arbeitszeiterfassungssysteme
- Systeme für die Zugangskontrolle
- Systeme für die Raumkontrolle (z. B. Videokameras)
- Systeme zur Geolokation

## Verkehrsdaten und Randdaten
Sogenannte Verkehrsdaten oder Verkehrsranddaten sind eine Unterkategorie der Randdaten. So enthält das deutsche Telekommunikationsgesetz (TKG) eine Legaldefinition für Verkehrsdaten. Es handelt sich hierbei zwar ebenfalls um Randdaten, aber ausschließlich im Bereich der Telefonie und Internetnutzung. Bei den hier erläuterten Randdaten handelt es sich jedoch um elektronische Spuren, welche bei der Nutzung jeglicher Form elektronischer Infrastruktur entstehen.

## Datenkategorie nach Datenschutzrecht
Die in diesen Randdaten abgespeicherten Informationen lassen sich auf den üblichen Nutzer eines Telefonanschlusses, einer Mail-Adresse, eines Computers, eines Peripheriegerätes usw. beziehen und sind somit in der Regel personenbezogene Daten (Deutschland) bzw. Personendaten (Schweiz).

## Abgrenzung zu Inhaltsdaten
Von den Randdaten sind die Inhaltsdaten, also die Inhalte, der hier erwähnten elektronischen Kommunikation zu unterscheiden. Diese Inhalte können beispielsweise elektronisch verfasste Texte (in einem E-Mail), Gespräche (am Telefon) oder die Inhalte von besuchten Webseiten sein. Kommunikationsinhalte sind im hier erläuterten Kontext nicht aus den Logfiles ersichtlich, können aber unter Umständen mittels Logfile-Analyse ausgewertet werden.